# Флетчер (Огайо)
Флетчер (англ. Fletcher) — селище (англ. village) в США, в окрузі Маямі штату Огайо. Населення — 451 особа (2020).

## Географія
Флетчер розташований за координатами 40°8′30″ пн. ш. 84°6′43″ зх. д. / 40.14167° пн. ш. 84.11194° зх. д. (40.141788, -84.111874).  За даними Бюро перепису населення США в 2010 році селище мало площу 0,80 км², уся площа — суходіл.

## Демографія
Згідно з переписом 2010 року, у селищі мешкали 473 особи в 175 домогосподарствах у складі 133 родин. Густота населення становила 588 осіб/км².  Було 197 помешкань (245/км²).
Расовий склад населення:
| - 97,0 % — білих - 0,2 % — корінних американців |

До двох чи більше рас належало 2,1 %. Частка іспаномовних становила 0,8 % від усіх жителів.
За віковим діапазоном населення розподілялося таким чином: 27,7 % — особи молодші 18 років, 59,4 % — особи у віці 18—64 років, 12,9 % — особи у віці 65 років та старші. Медіана віку мешканця становила 36,0 року. На 100 осіб жіночої статі у селищі припадало 106,6 чоловіків;  на 100 жінок у віці від 18 років та старших — 102,4 чоловіків також старших 18 років.
Середній дохід на одне домашнє господарство  становив 56 849 доларів США (медіана — 47 500), а середній дохід на одну сім'ю — 62 137 доларів (медіана — 57 500). Медіана доходів становила 41 667 доларів для чоловіків та 35 000 доларів для жінок. За межею бідності перебувало 4,2 % осіб, у тому числі 1,9 % дітей у віці до 18 років та 2,4 % осіб у віці 65 років та старших.
Цивільне працевлаштоване населення становило 198 осіб. Основні галузі зайнятості: виробництво — 31,3 %, освіта, охорона здоров'я та соціальна допомога — 17,7 %, науковці, спеціалісти, менеджери — 10,1 %, мистецтво, розваги та відпочинок — 8,6 %.